# Castorinae
Castorinae – podrodzina gryzoni z rodziny bobrowatych (Castoridae).

## Rozmieszczenie geograficzne
Do podrodziny należą dwa występujące współcześnie gatunki zamieszkujące Eurazję i Amerykę Północną

## Systematyka
Do podrodziny Castorinae należy jeden występujący współcześnie rodzaj:
- Castor Linnaeus, 1758 – bóbr

Opisano również rodzaje wymarłe:
- Chalicomys Kaup, 1832[19]
- Romanocastor Rădulescu & Samson, 1967[20] – jedynym przedstawicielem był Romanocastor filipescui Rădulescu & Samson, 1967
- Schreuderia Aldana Carrasco, 1992[21] – jedynym przedstawicielem był Schreuderia adroveri Aldana Carrasco, 1992
- Sinocastor Yang Zhongjian, 1934[22]
- Steneofiber É. Geoffroy Saint-Hilaire, 1833[23]
- Zamolxifiber Rădulescu & Samson, 1967[24] – jedynym przedstawicielem był Zamolxifiber covurluiensis (Simionesco, 1930)